# Рибна (Сілезьке воєводство)
Рибна (пол. Rybna) — село в Польщі, у гміні Миканув Ченстоховського повіту Сілезького воєводства.
Населення — 650 осіб (2011).
У 1975-1998 роках село належало до Ченстоховського воєводства.

## Демографія
Демографічна структура станом на 31 березня 2011 року:
|          | Загалом | Допрацездатний вік | Працездатний вік | Постпрацездатний вік |
| -------- | ------- | ------------------ | ---------------- | -------------------- |
| Чоловіки | 340     | 70                 | 240              | 30                   |
| Жінки    | 310     | 52                 | 201              | 57                   |
| Разом    | 650     | 122                | 441              | 87                   |